# 法鼓文理學院

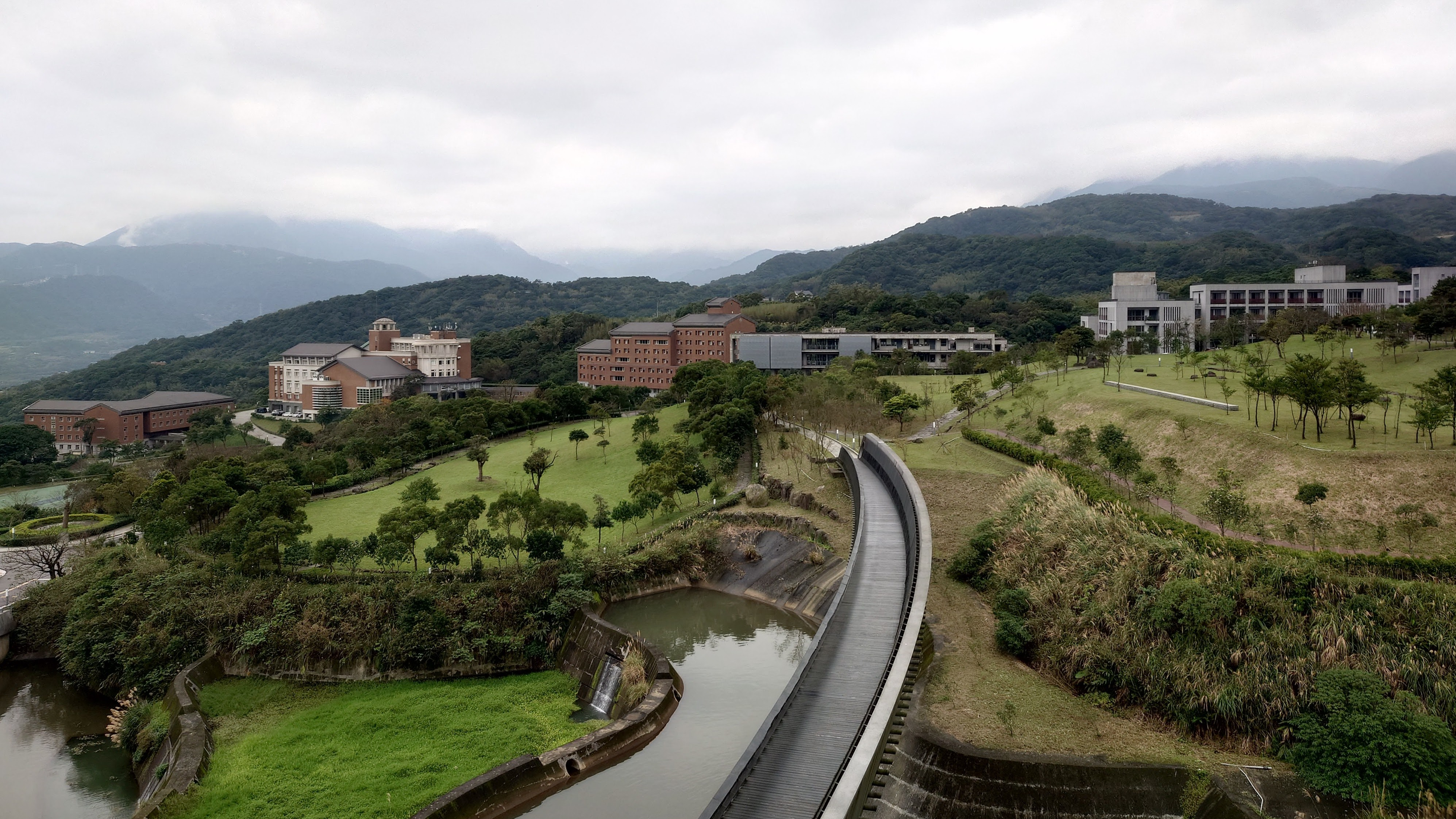
法鼓文理學院

法鼓文理學院（英語：Dharma Drum Institute of Liberal Arts），簡稱法鼓學院、DILA。是一所校本部位於臺灣新北市金山區的一所私立學院，由法鼓山聖嚴法師創立的法鼓佛教學院及尚在籌備的法鼓人文社會學院於2014年合併成立。
該校為專研佛學與人文社會領域的小型學院，是臺灣目前唯一採用文理學院作為校名的學校。與美國文理學院的差異是該類型學校以大學部教育為主，而該校以研究生與終身學習為主，強調研究與實踐並重的博雅教育並設有獨特的禪修實習課程。

## 校園

### 校本部

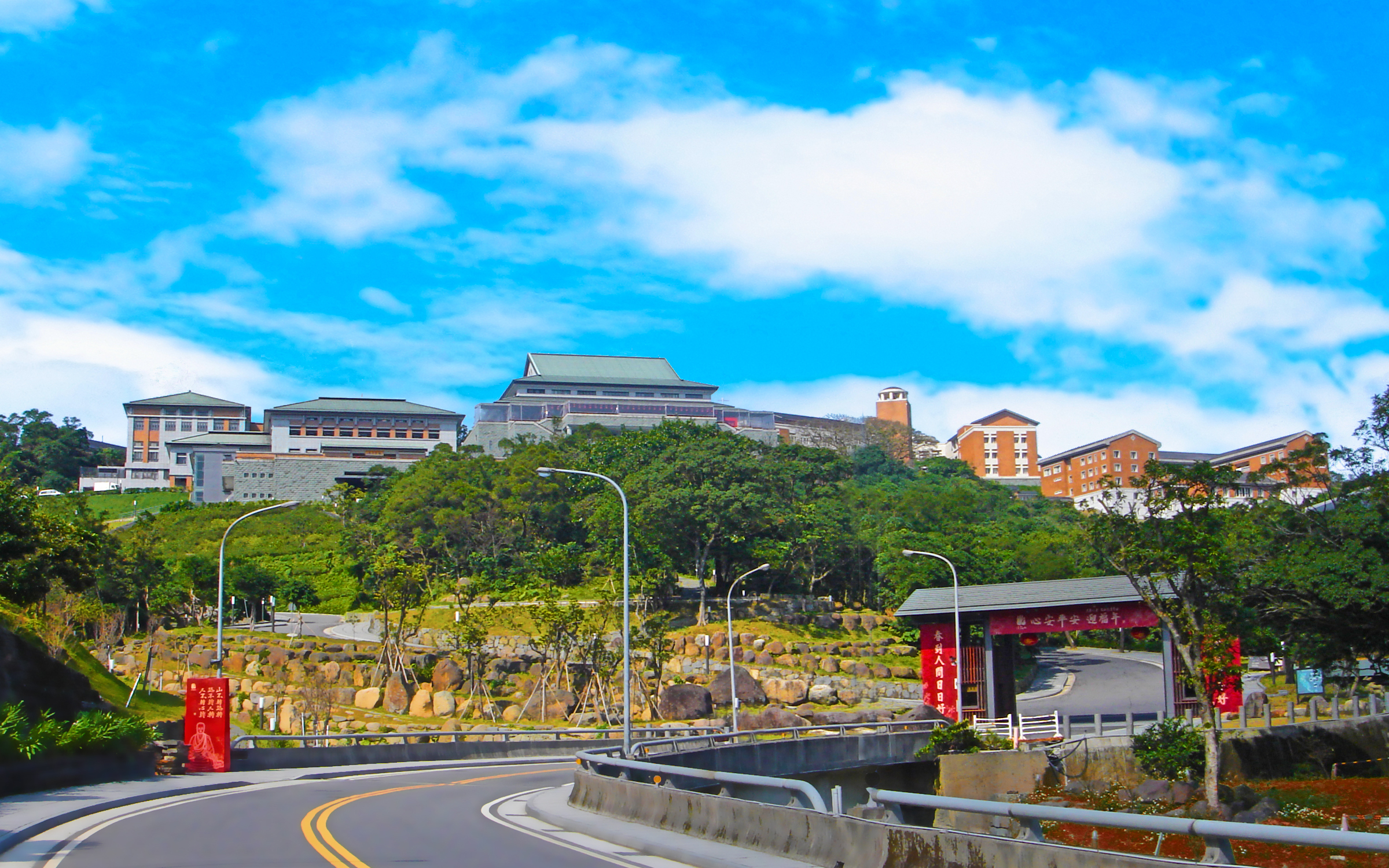
法鼓山世界佛教教育園區

法鼓文理學院校本部，位於北海岸的新北市金山區法鼓山世界佛教教育園區內，由文理學院與法鼓山體系的僧伽大學、中華佛學研究所共用校園設施與圖書資源等。除與法鼓山體系其他教育機構共用外，另有委託姚仁喜建築師設計新建之綜合大樓、禪悅書苑、揚生館，以滿足學院的教學、行政、宿舍等需求。位於對外交通不便的北海岸地區，該校為學生提供低廉而充足的宿舍與免費齋飯，四十歲以上學生超過80%並以研究生為主。

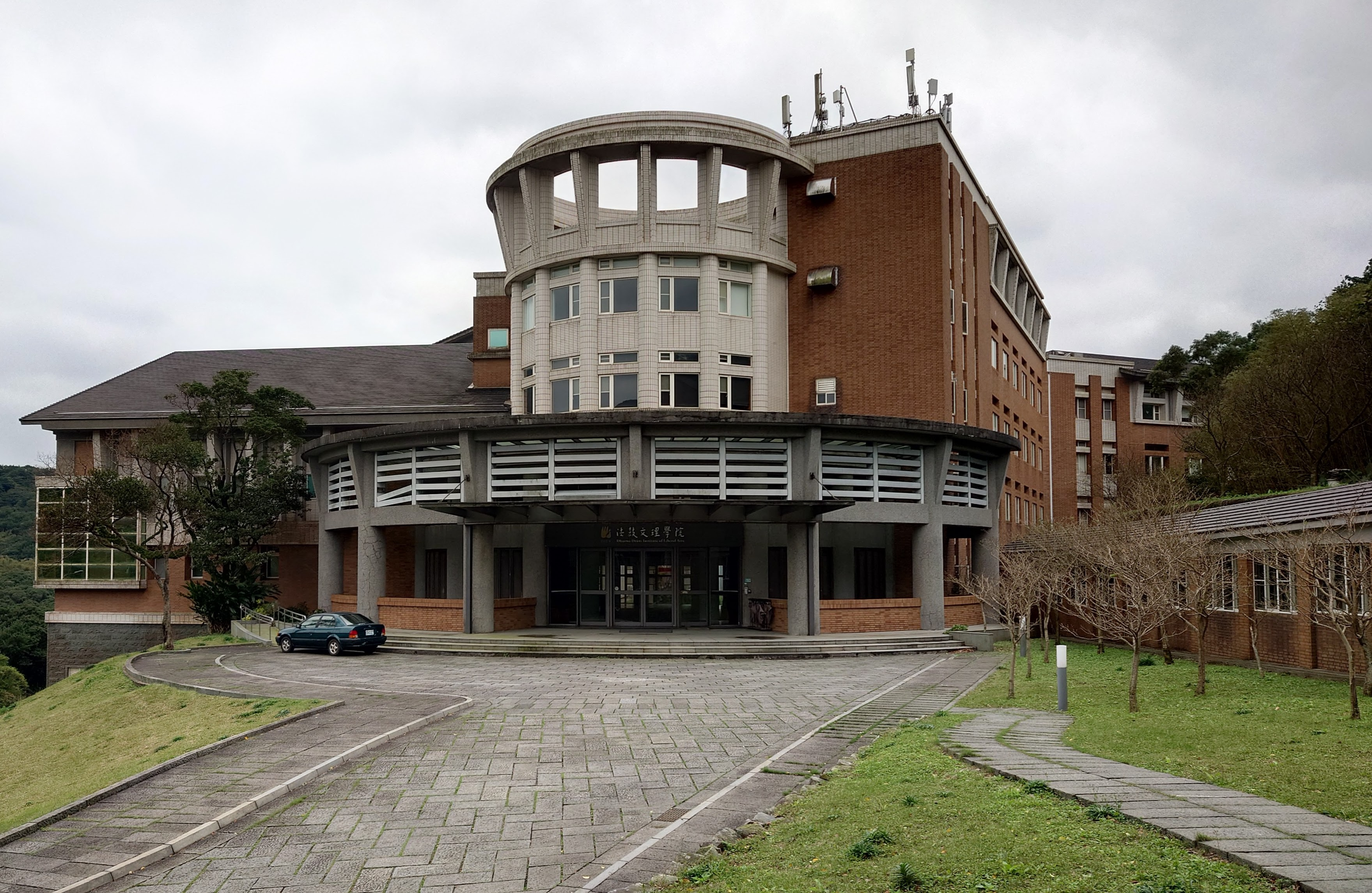
教育行政大樓，由僧伽大學、中華佛學研究所與文理學院共用

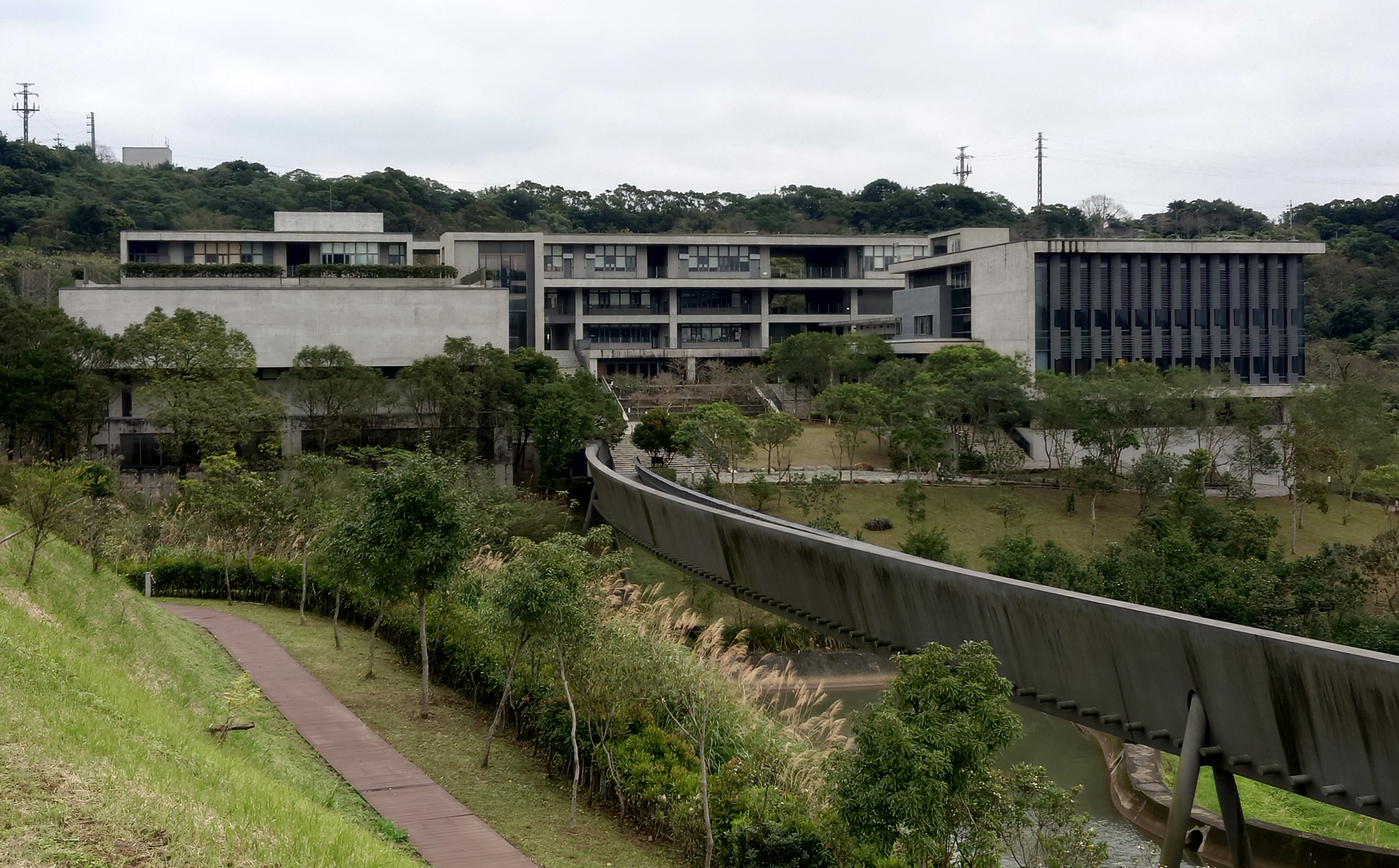
綜合大樓

教學單位設有佛教學系與人文社會學群，佛教學系為學碩博完整學制，人文社會學群包含生命教育碩士學位學程、社會企業與創新碩士學位學程（社區再造組、社會企業組、環境與發展組）、生命教育學系進修學士班、社會企業與心靈環保碩士在職學位學程。
除教學單位外還設有通識教育暨語言教育中心與機會依據創校理念設置的心靈環保研究中心、禪文化研修中心，其中禪文化研究中心負責向師生與社會大眾推廣禪修。

### 推廣教育中心

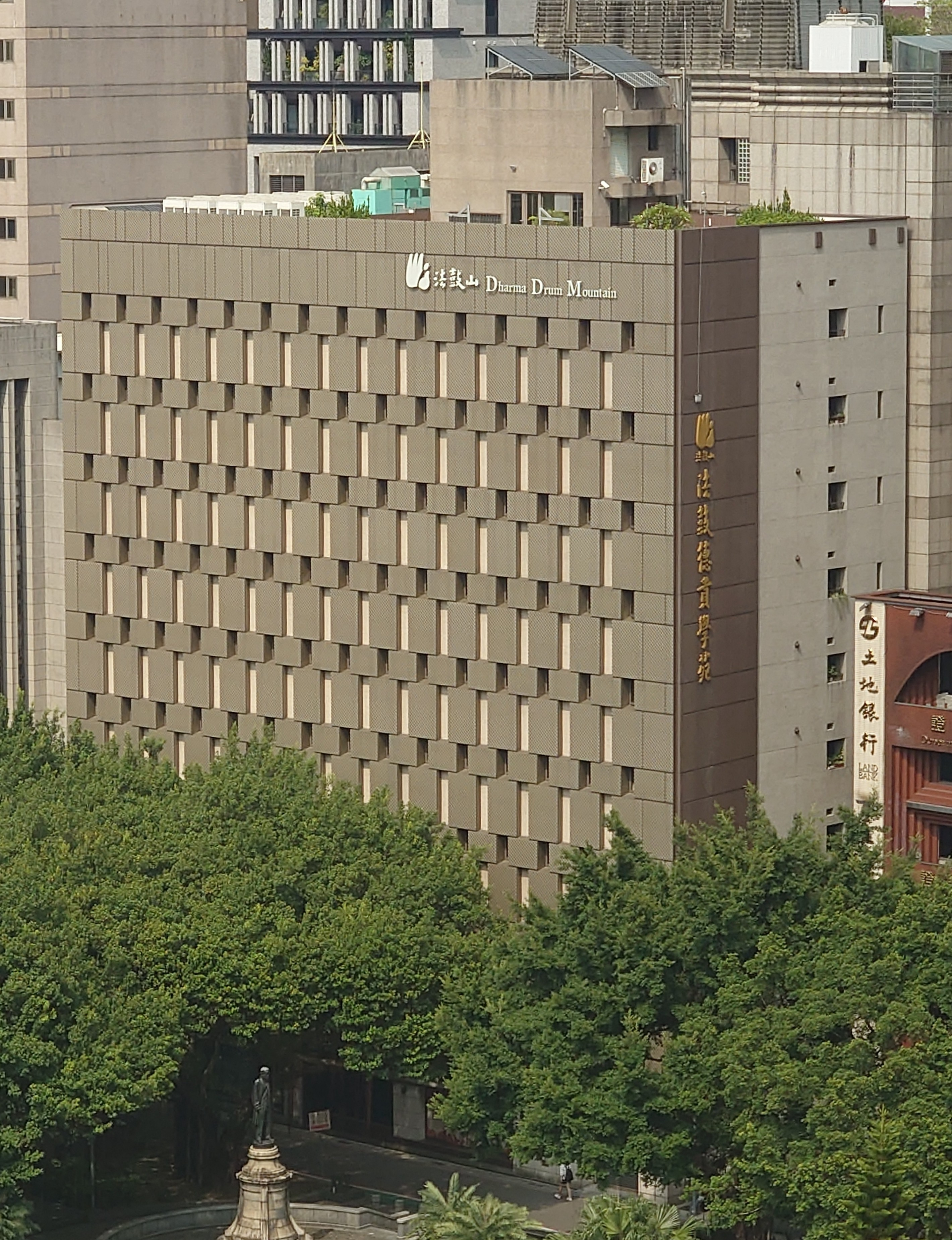
法鼓德貴學苑

推廣教育中心位於臺北市中正區的法鼓德貴學苑6-10樓，該大樓鄰近中山堂與西門町交通便捷。中心目前是社會企業與心靈環保碩士在職學程與生命教育學系進修學士班的上課地點,並提供終身學習與回流教育，法鼓山世界青年會、佛教電子佛典基金會也在此合署辦公。也曾作為法鼓人文社會學院的籌備處地址。

## 沿革
- 1978年：聖嚴法師應中國文化學院（今中國文化大學）創辦人前教育部部長張其昀邀請，擔任該院哲學研究所教授並任中華學術院佛學研究所創任所長。
- 1981年：中華學術院佛學研究所招考第一屆研究生。
- 1984年：中國文化大學改制，其所屬的中華學術院佛學研究所停止招生。
- 1985年：聖嚴法師於北投創立中華佛學研究所招生。
- 1987年：中華佛學研究所奉教育部核准立案為研究機構（無法頒授學位）[1]，並於八月二十二日舉行成立大會。同年，《華岡佛學學報》更名為《中華佛學學報》。
- 1989年：中華佛學研究所開始著手遷建計畫，於新北市金山區購置土地近八十甲，命名「法鼓山」，以建立國際佛教教育文化中心為目標，積極募款與硬體建設。
- 1998年：教育部核准法鼓人文社會學院籌設。
- 2001年：法鼓山世界佛教教育園區第一期工程完成，中華佛學研究所遷移至金山區現址。
- 2007年：中華佛學研究所向教育部申請改制法鼓佛教研修學院（可頒授學位），成為台灣首所納入高等教育體系的宗教研修學院。中華佛研所則轉型為學術研究單位，致力於推廣漢傳佛教的研究。
- 2014年：8月1日法鼓佛教學院與法鼓人文社會學院合併為獨立學院（可頒授學位），名稱為法鼓學校財團法人法鼓文理學院。[2]。
- 2015年：人文社會學群生命教育、社區再造、社會企業與創新及環境與發展等四個碩士學位學程開始招收第一屆學生。
- 2021年：社區再造碩士學位學程、環境與發展碩士學位學程，併入社會企業與創新碩士學位學程，分為社會企業組、社區再造組及環境與發展組[3]
- 2022年：佛教學系博士班新增「佛教與社會實踐組」，由人文社會學群的師資負責授課。
- 2023年：人文社會學群新增生命教育學系進修學士班、社會企業與心靈環保碩士在職學位學程。

## 教學研究單位
| 人文社會學群 | 生命教育碩士學位學程               |
| 人文社會學群 | 生命教育學系進修學士班             |
| 人文社會學群 | 社會企業與創新碩士學位學程         |
| 人文社會學群 | 社會企業與心靈環保碩士在職學位學程 |

| 佛教學系 | 學士班 | 碩士班 |
| 佛教學系 | 博士班 |        |

| 研究中心 | 心靈環保研究中心       | 禪文化研修中心 |
| 研究中心 | 通識教育暨語言教育中心 |                |

## 歷年日間部師生比及新生註冊率
- 112學年度日間部學生人數324，專任老師人數25，日間部師生比12.96（學生數/老師數）。[4]

- 112學年度新生註冊率89.74%。
- 113學年度新生註冊率89.74%。

## 外部連結
- 法鼓文理學院 （页面存档备份，存于）